# Šiprage
Šiprage (kyrillisch: Шипраге) ist ein Ort in der Gemeinde Kotor Varoš in Bosnien und Herzegowina.

## Name
Der heutige Name geht auf eine Familie namens Šipraga zurück. Es ist unklar, ob ihre Vorfahren Teil der autochthonen Bevölkerung waren oder ob sie in die Region einwanderten und großzügige Anwesen in den Tälern des Flusses Vrbanja und seiner Nebenflüsse erwarben. Nach mündlichen Überlieferungen und den Katasterunterlagen begann ihre Expansion von Pougarje (an den Hängen des Vlašić) im Tal des Flusses Ugar.

## Geographie
Šiprage ist im Tal der Vrbanja gelegen, etwa 60 km südöstlich von Banja Luka und 30 km südöstlich von Kotor Varoš. Šiprage liegt in einem langen Tal zwischen mehreren Bergketten: dem Šipraško Brdo im Nordosten, dem Jasik (769 m) im Süden, dem Šahinovina und Stražbenica (848 m) im Südosten, dem Radohova (950 m) im Westen und dem Borčići (799 m) im Nordwesten.

## Natur und Ökologie
Im Tal von Šiprage und an den umliegenden Hängen erstrecken sich Ackerflächen, und in den höheren Gebieten findet man Mischwälder, die von Eiche, Buche, Hainbuche, Fichte, Tanne, weißer und dunkler Pinie gekennzeichnet sind. Zur Fauna gehören Bär, Wildschwein, Wolf, Fuchs, Hase, Reh, Dachs, Marder, Eichhörnchen, Wiesel, Igel und andere.
Weiden, Gebüsche und Flussbecken werden von zugehörigen Lebensgemeinschaften (Biozönose) verschiedener Vegetationszonen abgedeckt. Flussaufwärts von Obodnik bis Tomina Luka gehört die Vrbanja zu den Lachsgewässern. Allerdings verschwinden Äschen und jetzt auch Bachforellen allmählich. Die Äsche ist komplett in den 1970er Jahren verschwunden, und das Überleben der Forellen wird von zahlreichen natürlichen und anthropogenen Faktoren bedroht. Es wird versucht, die Erschöpfung der Fischbestände durch regelmäßige Erneuerung der Fischbestände auszugleichen.

## Geschichte

### Vorosmanische Zeit

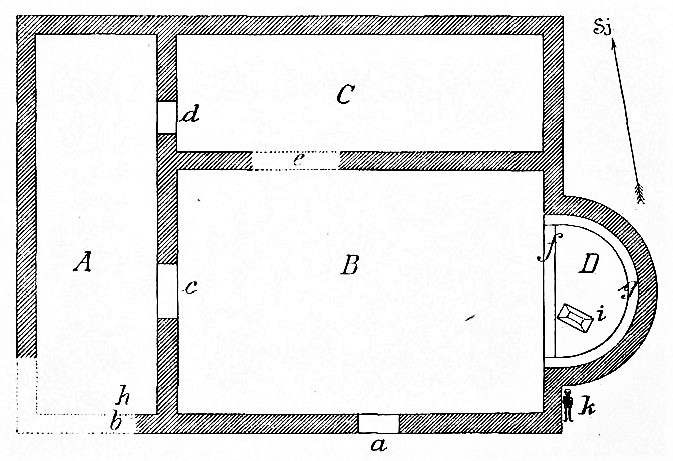
Plan (18,42 × 14,20 m) romanische Basilika aus dem 5. Jahrhundert
A – Vorhalle (13,9 × 4,09 m)
B – Hauptraum (12,38 × 8,30 m)
C – Zentralraum (12,38 × 3,95 m)
D – Apsis
a – Fenster
c – Tür (Breite 1,90 m)
d – Tür (Breite 1,20 m)
e – Ummauerte Tür
b, h – Feuerungen
i – Konsole
k – menschliches Skelett

Nach einschlägigen Quellen siedelten sich schon in der Jungsteinzeit die ersten Menschen im Tal der Vrbanja an. Dieses Gebiet wurde dann von den Illyrern besiedelt, und im 4. Jahrhundert vor Christus drangen die Kelten zum ersten Mal ein. Während mehrerer Invasionen blieben die Kelten in Bosnien. Am Ende der Alten Welt waren die Täler von Vrbas, Vrbanja und Sana vom illyrischen Volksstamm der Mezei (Maezaei, Maizaioi, Mazaioi) bewohnt.
Nach fast einem Jahrhundert des Widerstands der Eingeborenen wurde dieses Tal im 1. Jahrhundert von den Römern erobert, die nach und nach die Illyrer unterdrückten und die Mezei assimilierten. Sie rekrutierten sie in ihre Armee, einschließlich der Marine. Fast ein ganzes Jahrhundert lang leisteten die Eingeborenen und Illyrer Widerstand gegen die Invasion der Römer. Aus dieser Zeit gibt es eine Reihe von Lokalitäten, die auf römische Gebäude hinweisen: In Šiprage wurden an der Mündung der Crkvenica in die Vrbanja („Gebiet von Omer-bega Siprage“, 1891) die Überreste einer frühchristlichen Basilika (aus dem 3. bis 5. Jahrhundert) gefunden.
Südslaven siedelten sich im Tal der Vrbanja erst im 7. Jahrhundert an. Mit der Ansiedlung der Slaven auf dem Balkan bildeten sich die ersten südslawischen Staaten – einschließlich der ersten bosnischen – im 10. Jahrhundert.
Die Travertin-Grabsteine in Šiprage bezeugen die altbosnischen (bogomilischen) Ansiedlungen aus dem 12. Jahrhundert. Die Grabsteine befanden sich an der Mündung des Zuflusses Crkvenica in die Vrbanja (entlang der Flussufer). In den 1950er und 1960er Jahren wurden die Grabsteine geschnitten und in die Mauern der Häuser oder anderen Gebäude integriert (möglicherweise wegen des Glaubens, dass die Grabsteine Wunderkräfte hatten).
Nach Angaben des Priesters Dukljanin gab es Mitte des 12. Jahrhunderts in Bosnien unter anderem Pfarrgemeinden in Uskoplje, Pljeva und Luka. Die ersten schriftlichen Dokumente über die Siedlungen im Tal der Vrbanja datieren aus 1322, 1323 und 1412. 1322 wurden mit der Charta von Stjepan II. Kotromanić die Pfarrgemeinden Danica und Vrbanja mit den Städten Ključ und Kotor Vukosav Hrvatinić in den persönlichen Besitz gegeben, nachdem er ihm bei der Übernahme der Macht im Konflikt mit Babonić geholfen hatte. Später (im Jahr 1404) erweiterte Hrvoje Vukčić Hrvatinić, der sich den Titel „Haupt der Donjih Kraja“ (von Vrbas bis Sana, später noch weiter) gab, diesen Feudalbesitz weiter, einschließlich des Tals von Vrbanja. Obwohl die ungarischen Könige (insbesondere Ludwig I.) versuchten, Bosnien zu erobern, gelang es ihnen nicht, wegen ihres starken Widerstands.
Schließlich gab König Sigismund I. 1411 Hrvoje Vukčić Hrvatinić, der in Kotor lebte, die offizielle Anerkennung des Besitzes von Donji Kraji. Zu dieser Zeit hatten die Städte Kotor und Zvečaj (in Tijesno in der Nähe von Banja Luka) strategische Bedeutung für die Verteidigung des bosnischen Staates.

### Osmanische Zeit
In seinen Kriegskampagnen in Westbosnien im Jahr 1520 schritt Gazi Husrev Beg schnell fort und eroberte Kotor (1521), (wahrscheinlich) Zvečaj, Greben, Sokol, Jezero, Vinac, Vrbaški Grad, Livač, Karmatin, Bočac, Udbina, Vrana, Modruč und Požega.
Angesichts der Geschwindigkeit des Durchbruches wird angenommen, dass Kruševo Brdo und Šiprage einen Tag vor der Schlacht im Večićko Polje gefallen sind.
Es ist bekannt, dass die Osmanen das Tal der Vrbanja und ihr administratives Zentrum, die mittelalterliche Stadt Kotor, im Jahr 1519 in Besitz genommen haben, erst 56 Jahre nach dem Fall von Bosnien. Dann eroberten sie, angeführt von Gazi Husrev-Beg, Banja Luka (1521).
Außer mündlicher Überlieferung gibt es sehr wenig Daten über die osmanische Zeit im Tal der Vrbanja. Es ist jedoch bekannt, dass in diesem Zeitraum das Tal der Vrbanja der Behörde Kobaška angehörte, deren Sitz vor der Annexion in Kotor war (Kotorgrad, heutiges Kotor Varoš).

### Österreichisch-ungarische Ära
Die österreichisch-ungarische Regierung baute ein Waldeisenbahn-Netz entlang dem Flussbett der Vrbanja und ihrer Nebenflüsse, um die Ausbeutung der Waldbestände und anderer natürlicher Ressourcen zu intensivieren. Die Bahnlinien kamen aus Kotor Varoš, und auf dem Gebiet von Šiprage gingen sie in mehrere Richtungen. Die Bahnlinien gingen entlang dem Fluss Demićka bis Dunića stijene (825 m) und entlang der Crkvenica bis Grič (823 m). Von Kruševa Brdo gingen zwei Bahnlinien: entlang der Vrbanja und Bobovica. Die Route entlang der Vrbanja ging von Čudnić über Kilavac bis Čekrk, und dann nach dem Transport der Lokomotive mit Hilfe einer Winde (in der Schlucht zwischen Šepirica und Jasen) bis Riječica (1300 m). Die Zweigstrecke entlang der Bobovica ging durch das Dorf Bobovica, dann zwischen Palike und Pašnica bis Srebreno brdo (Richtung Meokrnju), d. h. bis zur Mündung des Baches Krna (921 m). Auf den Bahntrassen wurden später örtliche Straßen für viele Dörfer gebaut.

### 20. Jahrhundert

#### Erster Weltkrieg und das „Erste Jugoslawien“
Der Erste Weltkrieg dezimierte die männliche Bevölkerung von Šiprage. Die meisten wurden im Krieg getötet oder gefangen genommen; nur wenige kehrten zurück. Ein guter Teil von ihnen wurde von der Spanischen Grippe erfasst. Vom 1. Dezember 1918 bis zum 3. Oktober 1929 war Šiprage ein Teil des SHS-Königreichs und dann bis 1941 ein Teil des Königreichs Jugoslawien.

#### Zweiter Weltkrieg
Šiprage war im Zweiten Weltkrieg eine Festung und Zufluchtsort für mehrere Partisaneneinheiten, darunter auch für das 12. Divisionskrankenhaus (in der Schlucht Demićka). Im Gebiet von Šiprage gab es gleich zu Beginn des Krieges ein paar lokale Partisaneneinheiten, die später in größere Formationen einbezogen worden sind. Obwohl dieser Ort keine Hauptstraßen hatte, wurde es mehrfach von den deutschen und Tschetnik-Truppen bombardiert. Eine tiefe Flussschlucht an den Hängen von Brestovača (zwischen dem Dorf Zlovarići und Dunići, d. h. Dunic-Felsen) war für die deutsche Luftwaffe kaum sichtbar. Später stellte sich heraus, dass die feindlichen Kräfte keine präzisen Informationen über ihre Lage hatten. Wegen der häufigen Luftangriffe wurde das Krankenhaus am 4. Januar 1944 als Vorsichtsmaßnahme in die umliegende Dörfer und weiter zur Korićani verlegt. Um die 600 Verwundete und Kranke wurden in die Dörfer Stopan und Loziće, dann im Palivuk, čudnic und Kruševo Brdo verlegt. Die feindlichen Kräfte durchbrachen am 6. Januar 1944 die Partisanenverteidigungslinie (an der Kreuzung der Landstraßen für Stopan und Kerle, Lokalität „Raskršće“), und am 7. Januar kamen sie ins Zentrum von Šiprage. Nach der sogenannten Sechsten feindlichen Offensive in der Region, nach zehn Tagen auf den 15. Januar 1944, kehrte das Krankenhaus nach Šiprage zurück. Das Krankenhaus schützte vor und während der Evakuierung, Bereitstellung der Verwundeten und der Rückkehr zu Šiprage die 14. Zentralbosnische Brigade. Später wurden die verstorbenen, verwundeten und anderen Patienten von deren Grundgräbern im Wald zusammen auf einen Partisanenfriedhof in Šiprage verlegt (Lokalität: Zagradine).
Im Zuge der Eigenstaatlichkeit von Bosnien und Herzegowina (ZAVNOBiH, 25. November 1943 und der Zweiten Tagung des AVNOJ, 29. November 1943) gehörte Šiprage bis 1992 zur SR Bosnien und Herzegowina im Rahmen der Föderativen Volksrepublik Jugoslawien und später der Sozialistischen Bundesrepublik Jugoslawien. Nach dem Dayton-Abkommen (1995) wurde Šiprage ein Teil der Republika Srpska in Bosnien und Herzegowina.

#### Bosnienkrieg
Während des Bosnienkrieges (1992–1995) zerstörten die Armee, Polizei und paramilitärische Kräfte der serbischen Republik die umliegenden bosnischen Dörfer, vor allem diejenigen, die stromaufwärts entlang der Vrbanja bis Krusevo Brdo lagen, wie auch alle bosnischen Dörfer, die stromabwärts bis Banja Luka lagen. Die Menschen vor Ort wurden getötet, und die Mehrheit wurde ausgestoßen.
Während des Krieges in Bosnien war eines der 18 Bosniaken-Haftlager der Gemeinde Kotor Varoš auf der Polizeistation (MUP) Šiprage.
Nach 1996 wurden die meisten bosnischen Dörfer teilweise wiederaufgebaut, dank der Regierung von Luxemburg und deren Soldaten, d. h. das Bataillon BELUGA (abgekürzt von Belgien – Luxemburg – Griechenland – Österreich (A)), innerhalb von EUFOR-SFOR. Es wurde auch eine Moschee renoviert. Während des Krieges wurde im Zentrum der Siedlung eine orthodoxe Kirche (auf dem Gelände des ehemaligen „Waldhauses“ und des ehemaligen Hauptquartiers der örtlichen Verwaltung) gebaut.

## Einwohnerzahlen

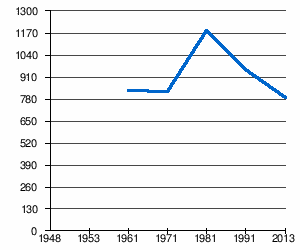
Einwohnerentwicklung

| Šiprage               |               |               |               |
| Jahr der Volkszählung | 1991          | 1981          | 1971          |
| Bosniaken             | 745 (78,25 %) | 711 (60,10 %) | 422 (51,33 %) |
| Serben                | 168 (17,64 %) | 320 (27,04 %) | 370 (45,01 %) |
| Kroaten               | 1 (0,10 %)    | 6 (0,50 %)    | 0             |
| Jugoslawen            | 32 (3,36 %)   | 136 (11,49 %) | 21 (2,55 %)   |
| Andere und Unbekannte | 6 (0,63 %)    | 10 (0,84 %)   | 9 (1,09 %)    |
| Gesamt                | 952           | 1183          | 822           |

### Bevölkerung von Šiprage 1921

#### Religiöse Zugehörigkeit
| Volkszählungsgebiet | Muslim | Orthodox | Römisch-katholisch | „Englisch“ | Gesamt |
| Prisočka            | 675    | –        | 8                  | –          | 683    |
| Radohovo*           | 270    | 42       | 1                  | 3          | 316    |
| Gesamt              | 945    | 42       | 9                  | 3          | 999    |

- Der offizielle Name der Volkszählung war Radohovo.

#### Muttersprache
| Volkszählungsgebiet | Serbisch und Kroatisch | Russinisch | Gesamt |
| Prisočka            | 683                    | –          | 683    |
| Radohovo*           | 314                    | 2          | 316    |
| Gesamt              | 997                    | 2          | 999    |

### Zensusübersicht
- 1931. i 1953.: Šiprage Gemeinde[28]

♦ Das Gebiet von Šiprage